# Laban
Al llibre del Gènesi, capítol vint-i-quatre, Laban (en hebreu
לָבָן בן-בְּתוּאֵל Lāvān ben Bethuel) és el germà de Rebeca, l'esposa del patriarca Isaac, i el pare de Lia i Raquel, esposes del patriarca Jacob.
Laban va ser el fill de Betuel i el net de Nahor, germà d'Abraham. Laban vivia a casa del seu pare a Aram-Naharaim (Mesopotàmia) quan un dia van rebre la visita d'un esclau del seu parent Abraham. En arribar a casa seva, l'esclau va explicar-los que el seu amo l'havia enviat a buscar una esposa pel seu fill, ja que la família d'Abraham havia emigrat a Canaan i no volien casar-lo amb una cananea. El servent va quedar-se 10 dies amb ells, on va conèixer la germana de Laban, Rebeca, que li causà una molt bona impressió. Així va ser com Rebeca i una esclava van partir cap a la casa d'Abraham, a Canaan, on va convertir-se en l'esposa d'Isaac.
Laban també es casaria, i del seu matrimoni van néixer-li diversos fills, entre ells:
- Lia
- Raquel

Molts anys després, va presentar-se Jacob, fill d'Isaac i Rebeca, per refugiar-se de la possible venjança del seu germà Esaú per disputes sobre l'herència del seu pare. Laban el va mantenir durant catorze anys de feina que va pagar donant-li en matrimoni les seves filles Lia i Raquel, i Zilpà i Bilhà perquè fossin les seves respectives esclaves.
Amb el temps, Jacob va tenir una família nombrosa i va multiplicar les seves propietats. Aviat van sorgir enveges entre les famílies de Jacob i de Laban i es van enfrontar. Laban va perseguir Jacob durant set dies i, quan es van trobar, es van perdonar i van fer un pacte mutu. A continuació, la família de Jacob va marxar cap a Canaan.